# Pachycephala melanura
Pachycephala melanura е вид птица от семейство Pachycephalidae.

## Разпространение
Видът е разпространен в Австралия.